# مون‌پلیه، کبک
مون‌پلیه (به فرانسوی: Montpellier) شهری در منطقه شهری پاپینو ناحیه اوتاوه در استان کبک کانادا است. در سرشماری سال ۲۰۱۱ این شهر ۷۹۵ نفر جمعیت داشته‌است و مساحت آن ۲۴۹٫۱۶ کیلومتر مربع است.